# Majda Artač Sturman
Majda Artač Sturman, profesorica, pesnica, pisateljica in manjšinska kulturnica * 18. maj 1953, Trst.
Sturmanova je pripadnica slovenske manjšine v Italiji. Med njena najbolj znana dela prištevamo zbirko poezij Žejni Oleander, ki jo je objavila Goriška Mohorjeva založba leta 2002. Nekatere pesmi so prevedene v italijanščino, na primer Svilena pesem. Je tudi pisateljica kratke proze (Silhuete), hibridnih literarnih oblik (Mozaik v kovčku) in otroške literature (Pravljice za Niko).
Je hči Ivana Artača in mati Primoža Sturmana.
1. 1 2  OPAC SBN